# Élection présidentielle allemande de 1919
L'élection présidentielle allemande de 1919 (Reichspräsidentenwahl) est la première élection du président du Reich (Reichspräsident), le chef de l'État de la république de Weimar. Au lieu de se dérouler au suffrage universel direct, elle a lieu indirectement, par l'Assemblée nationale de Weimar, le 11 février 1919. Le candidat du Parti social-démocrate d'Allemagne (SPD) Friedrich Ebert, l'emporte face à l'ancien secrétaire au Trésor puis à l'Intérieur Arthur von Posadowsky-Wehner, par 277 voix contre 49.

## Systéme electoral
Le président du Reich est élu au suffrage indirect majoritaire par l'Assemblée nationale de Weimar. Le vote a lieu à bulletin secret. Est élu le candidat qui recueille la majorité absolue des votes valides.

## Résultats
|                          | Friedrich Ebert              | SPD                      | 277 | 84,45 |  |  |
|                          | Arthur von Posadowsky-Wehner | DNVP                     | 49  | 14,94 |  |  |
|                          | Philipp Scheidemann          | SPD                      | 1   | 0,30  |  |  |
|                          | Matthias Erzberger           | Zentrum                  | 1   | 0,30  |  |  |
|                          |                              |                          |     |       |  |  |
| Votes valides            | Votes valides                | Votes valides            | 328 | 86,54 |  |  |
| Votes blancs et nuls     | Votes blancs et nuls         | Votes blancs et nuls     | 51  | 13,46 |  |  |
| Total                    | Total                        | Total                    | 379 | 100   |  |  |
| Abstention               | Abstention                   | Abstention               | 44  | 10,40 |  |  |
| Inscrits / participation | Inscrits / participation     | Inscrits / participation | 423 | 89,60 |  |  |